# FK Klaipėdos Granitas
Der Futbolo Klubas Klaipėdos Granitas war ein litauischer Fußballverein aus Klaipėda, der zwischen 2012 und 2015 bestand.

## Geschichte
Der Verein wurde im Jahr 2012 gegründet.
Klaipėdos Granitas wurde im Herbst 2015 aufgelöst.

## Bekannte ehemalige Spieler
- Karolis Laukžemis, 2014

## Trainer
- Robertas Poškus, 2012–2013
- Gedeminas Jarmalavičius, 2014